# Área de conservación privada Chaparrí
El Área de Conservación Privada Chaparrí es un área protegida en el Perú. Se encuentra comprendida entre las regiones de Lambayeque y Cajamarca.Fue creado el 19 de diciembre de 2001 mediante R.M. Nº 1324-2001-AG. Tiene una extensión de 34412 ha distribuidas principalmente en el distrito de Chongoyape.Es la primera área de conservación privada del Perú, ocupando una parte de la cuenca del río Chancay-Lambayeque. El área pertenece a la comunidad campesina Muchik Santa Catalina de Chongoyape quien la administra.

## Toponimia
El topónimo "Chaparrí" proviene del imponente cerro Chaparrí de 1342 metros, que domina la región circundante, venerado por la cultura mochica y aún considerado sagrado por chamanes de la región. Este lugar no solo es un símbolo natural, sino que también representa la profunda conexión entre la cultura local y su entorno.

## Fauna y Flora
El área protege bosques secos. Se ubica en la ecorregión bosque seco ecuatorial. La vegetación es de algarrobal y el bosque seco, además de cactáceas y matorrales. 
Es zona de distribución del oso de anteojos (parte de su población en Chaparrí vive en semicautiverio) y también de la pava aliblanca. Además se puede ver zorros, roedores, colibríes y hasta cóndores. Cuenta con un el sendero interpretativo al interior del bosque y algunos vestigios arqueológicos cercanos como pirámides de adobe y los petroglifos del Cerro Mulato. 
Alberga especies endémicas o en peligro de extinción como Penelope albipennis, Leptotila ochraceiventris, Aratinga erythrogenys, Forpus coelestis, Caprimulgus anthonyi, Picumnus sclateri, Tumbezia salvini y Phytotoma raimondii. Asimismo habitan alrededor de 140 especies de aves.

## Amenazas
El área protegida es frecuentemente amenazada por incendios forestales e invasiones vinculadas con el tráfico ilegal de tierras para darles uso agrícola.
El problema del tráfico de tierras ha llegado a tal nivel que la Defensoría del Pueblo acaba de incluirlo en su nuevo reporte de conflictos sociales en el Perú como un caso nuevo de tipo comunal.
Un hecho reciente relacionado con las invasiones de terrenos y la protección de los bosques de Chaparrí fue el asesinato de José Napoleón Tarrillo Astonitas, teniente gobernador del caserío "El Mirador", en el distrito de Chongoyape, ocurrido el 30 de diciembre de 2017. Tarrillo fue asesinado en su casa y, según manifiestan los integrantes de la comunidad campesina "Muchik Santa Catalina de Chongoyape", era uno de los defensores de los bosques secos de Chongoyape, donde se encuentra el ACP Chaparrí.